# Elias Phisoana Ramaema
Elias Phisoana Ramaema (* 10. November 1933 in Mapoteng, Basutoland; † 11. Dezember 2015 in Maseru) war ein lesothischer Militär und Politiker.

## Leben
Elias Ramaema wurde im Gebiet des heutigen Berea-Distrikts geboren. 1957 bis 1958 arbeitete er als Wanderarbeiter in einer Goldmine im südafrikanischen Welkom. Nach seiner Rückkehr wurde er Mitglied der Basutoland Mounted Police, dann bei der Lesotho Paramilitary Force, wo er rasch aufstieg. Er war als Oberst am Sturz der Regierung unter Leabua Jonathan am 20. Januar 1986 beteiligt und wurde Mitglied der sechsköpfigen Militärjunta unter Leitung von Justin Metsing Lekhanya. 1991 stürzte er Lekhanya und übernahm am 2. Mai im Range eines Generalmajors die Regierung Lesothos. 1992 erlaubte er dem vormaligen König Moshoeshoe II., aus seinem Exil nach Lesotho zurückzukehren. Jedoch blieb dessen Sohn, Letsie III., vorerst König. Ramaema leitete die Demokratisierung des Landes ein. So schaffte er die Order No. 4 ab, die die politische Betätigung untersagte. Die Wahlen zur Nationalversammlung im März 1993 waren die ersten freien Wahlen seit 23 Jahren. Ramaema blieb bis zum 2. April 1993 im Amt. Sein Nachfolger als Regierungschef wurde Ntsu Mokhehle von der Basutoland Congress Party. Ramaema war fortan als Unternehmer tätig. 2002 wurde er in den Senat gewählt.